# カシリビマブ・イムデビマブ
カシリビマブ・イムデビマブ（英: casirivimab/imdevimab）は、REGEN-COVの商品名で販売されている、米国のバイオテクノロジー企業のリジェネロン・ファーマシューティカルズ社が開発した実験薬である。これは、COVID-19パンデミックの原因となったSARS-CoV-2コロナウイルスに対する耐性を作り出すために設計された人工的な「抗体カクテル」である。これは、カシリビマブ（REGN10933）とイムデビマブ（REGN10987）の2つのモノクローナル抗体で構成され、混合して使用する必要がある。2つの抗体を組み合わせることで、逃避変異を防ぐことを目的としている。また合剤としても販売されている。

## 臨床試験
COVID-19患者を対象とした臨床試験において、カシリビマブとイムデビマブを併用投与することで、プラセボと比較して、治療後28日以内に疾患進行するリスクが高い人のCOVID-19関連の入院や救急外来受診が減少することが示された。COVID-19の治療に使用するためのこの治験薬の安全性と有効性は引き続き評価されている。
カシリビマブとイムデビマブの緊急使用許可（EUA）を裏付けるデータは、軽度から中等度のCOVID-19症状の入院していない成人799名を対象とした無作為化二重盲検プラセボ対照臨床試験に基づいている。これらの被験者のうち、266名はカシリビマブとイムデビマブを2,400 mg（各1,200 mg）、267名はカシリビマブとイムデビマブを8,000 mg（各4,000 mg）、266名はプラセボを、SARS-CoV-2ウイルス検査で陽性となってから3日以内に単回静脈内投与した。
臨床試験において事前に規定された主要評価項目は、ベースラインからのウイルス負荷の時間加重平均変化であった。カシリビマブおよびイムデビマブを投与された被験者の7日目のウイルス負荷の減少量は、プラセボを投与された被験者よりも大きかった。しかし、カシリビマブとイムデビマブの併用投与が有効である可能性を示す最も重要な証拠は、COVID-19に関連する医療機関への受診、特に治療後28日以内の入院および救急外来受診という、事前に定義された副次的評価項目から得られた。疾患進行のリスクが高い被験者では、入院および救急外来受診の発生は、カシリビマブおよびイムデビマブ投与群では平均3%であったのに対し、プラセボ投与群では9%であった。カシリビマブとイムデビマブの2つの用量のいずれかを投与された被験者では、ウイルス負荷、入院および救急外来受診の減少への効果は同様であった。
2020年9月現在、REGEN-COVは、RECOVERY試験の一環として評価されている。
2021年4月12日、ロシュとリジェネロンは、第III相臨床試験 REGN-COV 2069 が主要評価項目と副次評価項目の両方を満たし、非感染者の感染リスクを81%低減し、症候性患者の症状が回復するまでの期間をプラセボ群の3週間に対して1週間に短縮したと発表した。

## 承認
2020年11月21日、米国食品医薬品局（FDA）は、SARS-CoV-2ウイルスの直接検査で陽性と判定された体重40 kg（88ポンド）以上の12歳以上で、重度のCOVID-19に進行するリスクが高い人を対象に、軽度から中等度のCOVID-19の治療薬としてカシリビマブとイムデビマブを併用する緊急使用許可（EUA）を発行した。これには、65歳以上の人や、特定の慢性疾患のある人が含まれる。カシリビマブとイムデビマブは、静脈内注射（IV）で一緒に投与する必要がある。
カシリビマブとイムデビマブは、COVID-19が原因で入院している人やCOVID-19が原因で酸素療法を必要とする人には認可されていない。COVID-19が原因で入院した人々に対しては、カシリビマブとイムデビマブの治療の利点が示されていない。カシリビマブやイムデビマブなどのモノクローナル抗体は、高流量酸素や人工呼吸を必要とするCOVID-19の入院患者に投与すると、臨床転帰（臨床成績）が悪化する可能性がある。2021年6月、EUAが改訂され、『SARS-CoV-2ウイルスの直接検査で陽性と判定され、入院や死亡を含む重度のCOVID-19に進行するリスクが高い成人および小児患者（12歳以上で体重40 kg以上）の軽度から中等度のCOVID-19の治療を目的として、未承認製品であるREGEN-COV（カシリビマブとイムデビマブ）の合剤の使用と、個別のバイアルとして供給されるREGEN-COV（カシリビマブとイムデビマブ）を一緒に投与する使用を認める。』とされた。
そのEUAは、リジェネロン・ファーマシューティカルズに発行された。
2021年2月1日、欧州医薬品庁（EMA）の欧州医薬品委員会（CHMP）は、COVID-19の治療および予防を目的に、リジェネロンとロシュが共同開発しているREGN-COV2抗体併用療法（カシリビマブ/イムデビマブ）のデータのローリングレビューを開始した。2021年2月、CHMPは、REGN-COV2として知られるこの合剤を、酸素補充を必要とせず、重度のCOVID-19に進行するリスクが高い人々に対する確証したCOVID-19治療に使用できると結論付けた。
2021年5月5日、インドの中央医薬品標準規制機構（CDSCO）は、ロシュ（ジェネンテック）とリジェネロンに対し、カシリビマブ/イムデビマブカクテルを国内で使用するための緊急使用許可を与えた。この発表は、インドにおけるCOVID-19パンデミックの第2波を鑑みて行われた。ロシュ・インディアはシプラとの提携関係を持ち、シプラが同国内で本剤を販売することを認めた。
2021年7月19日、日本においてロシュ傘下の中外製薬が承認申請していたカシリビマブとイムデビマブの抗体カクテル「ロナプリーブ」を厚生労働省が特例承認。世界で初めての正式承認であり、軽症患者に対して使用可能な日本国内初の治療薬となった。

## 展開
REGEN-COVは、ニューヨーク州レンセラーにあるリジェネロンの米国主要製造拠点で製造されている。2020年9月、REGEN-COVの製造能力を有効活用するため、リジェネロンは既存製品の製造をレンセラーからアイルランドの都市リムリックに移し始めた。
リジェネロンは、ロシュ（ジェネンテック）と、米国外でREGEN-COVを製造および販売する契約を締結している。

## 社会と文化
2020年10月2日、リジェネロンは、米国のドナルド・トランプ大統領がSARS-CoV-2検査で陽性となった後、『REGN-COV2を8 g単回投与した』と発表した。この薬は、大統領の主治医からの「人道的使用」（一時的な使用許可）の要請に応えて、同社が提供したものである。